# Шьочю
Шьочю (яп. 焼酎) — японський дистильований напій, що містить менш ніж 45 % алкоголю. Зазвичай, його отримують дистиляцією з рису (коме), ячменю (муґі), солодкої картоплі (сацума-імо), гречки (соба) чи коричневого цукру (кокуто), хоча часом використовують каштани, кунжут, картоплю чи навіть моркву.

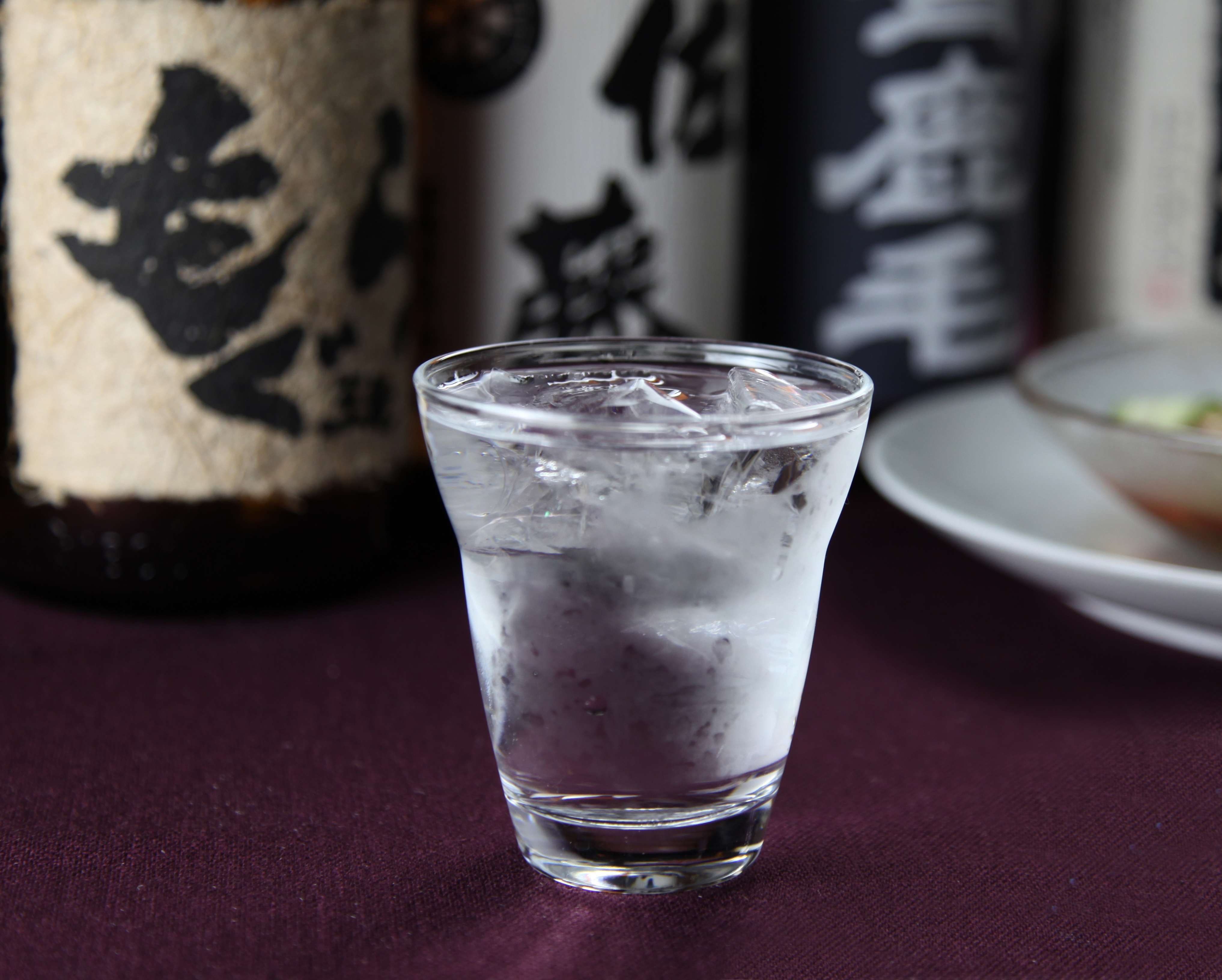
Шьочю

Зазвичай шьочю містить 25 % алкоголю, тобто цей напій є слабшим, ніж байцзю, віскі чи горілка, але сильнішим, ніж хуанґцзю, саке чи вино. Хоча вміст алкоголю у шьочю, приготованому у процесі багаторазової дистиляції, може досягати 35 %.

## Етимологія
Назва «шьочю»(яп. 焼酎) є японським наближенням до китайського "шаоцзю" (燒酒), що означає «палений лікер», що стосується процесу нагрівання під час перегонки. Китайський спосіб написання шаоцзю з символом 酒 вважається архаїчним та застарілим у сучасній японській мові, де використовується символ 酎. Обидва слова означають «лікер».

## Культура

### Споживання

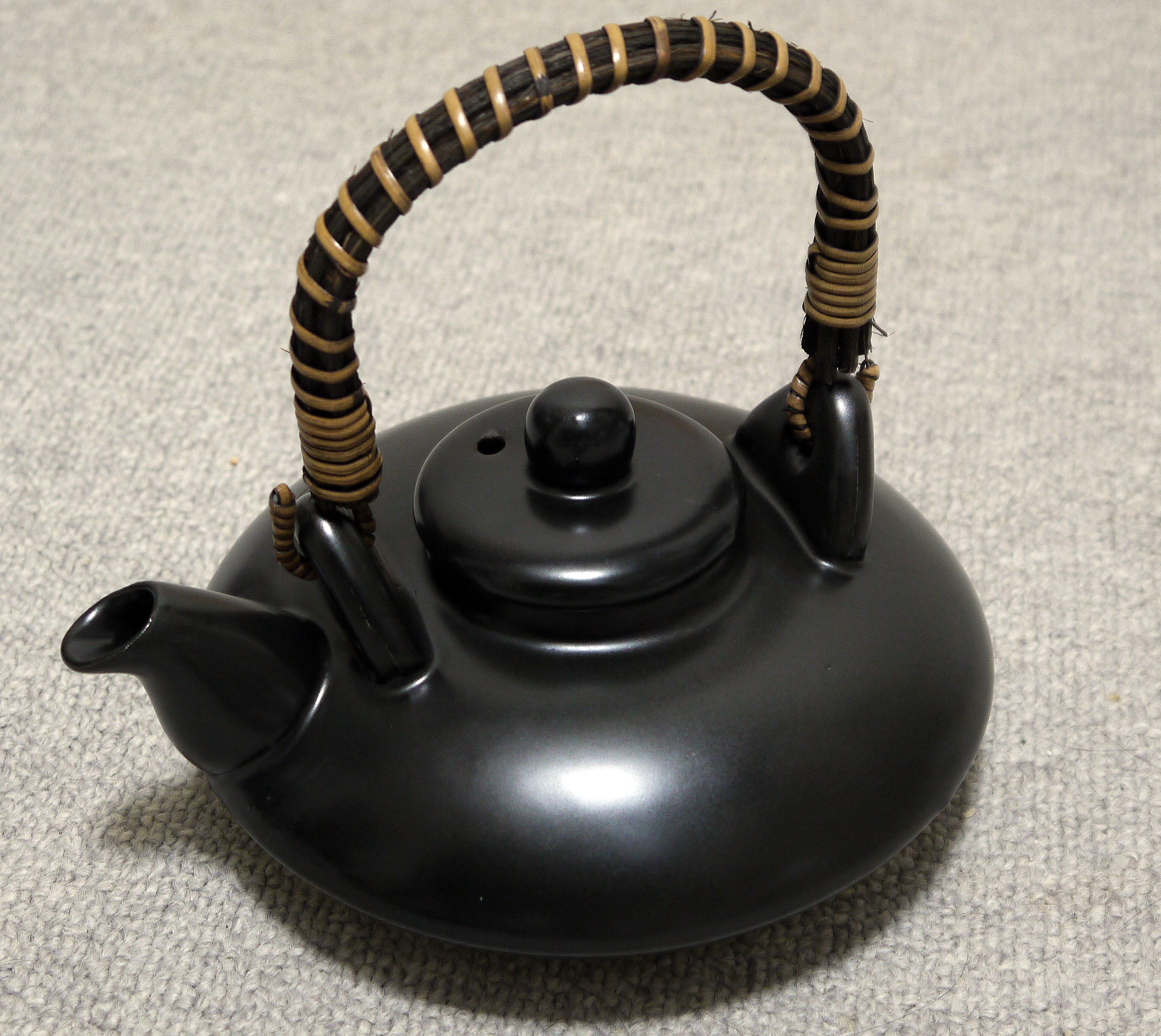
Чока: чайник для приготування гарячого шьочю.

Шьочю не слід плутати з рисовим вином саке. Його смак, як правило, набагато менш фруктовий і сильно залежить від природи крохмалю, що використовується в процесі перегонки. Його смак часто описують як «горіховий» або «землистий». 
Існує кілька способів споживання шьочю відповідно до пори року чи особистого смаку:
- Власне шьочю, без додавання інших інгредієнтів;
- Шьочю з льодом;
- Шьочю розбавлене водою кімнатної температури (水 割 り, мізуварі) або ж гарячою водою (お 湯 割 り, оюварі)[3];
- Шьочю змішане з чаєм улун або фруктовим соком;
- Шьочю хайбол (чухай), змішаний напій, що складається з шьочю, газованої води, льоду та ароматизаторів (часто лимон, грейпфрут, яблуко або уме (східноазійська слива));
- Дуже холодне шьочю змішане з хоппі (майже безалкогольний напій зі смаком пива).

Шьочю можна знайти в супермаркетах, винних магазинах та міні-магазинах Японії, тоді як консервовані напої типу чухай продаються в торгових автоматах. Шьочю важче знайти за межами Японії (окрім міських районів зі значною кількістю японського населення). Інтерес до шьочю почав зростати в Північній Америці, особливо в космополітних містах, таких як Лос-Анджелес, Сан-Франциско, Ванкувер, Торонто та Нью-Йорк. Бари присвячені шьочю почали з'являтися в Нью-Йорку, і зараз на ринку США доступні вже понад 100 брендів.
У Кюсю, центрі виробництва шьочю, його вживають набагато частіше ніж саке. Тут зазвичай вживають термін «саке» (酒) по відношенню до шьочю. Його зазвичай вживають у суміші з гарячою водою. Спочатку в склянку наливають гарячу воду, потім акуратно додають шьочю. Рідини змішуються самі по собі, перемішування непотрібне. Як правило, кількість шьочю перевищує кількість гарячої води. Іноді шьочю та воду змішують, залишають стояти на день, а потім обережно нагрівають.

### Зростання популярності
На початку XXI століття відбувся бум споживання шьочю в Японії, а в 2003 році внутрішні поставки шьочю вперше перевершили поставки саке. З'явилися бари, що подають виключно шьочю, і на ринок вийшли преміум-бренди, орієнтовані на певні інгредієнти, спосіб виробництва чи техніку старіння. Напій зазнав зміни іміджу; раніше його сприймали як старомодний, але зараз він став модним серед молодих людей, і особливо жінок. Це зростання популярності також мало негативні наслідки: воно спричинило серйозний дефіцит солодкої картоплі, основного інгредієнта деяких популярних видів шьочю, а нові дорогі бренди преміум класу стали об'єктом шахрайства. У 2005 році японська телевізійна драма "Кікен на Анекі" проілюструвала цю зміну в звичках щодо споживання алкогольних напоїв.
Є кілька причин недавньої популярності шьочю. Зі зростанням турбування про власне здоров'я багато людей вважають цей напій здоровішим, ніж деякі альтернативи. До того ж широко рекламувалися заяви про медичні переваги, зокрема про те, що шьочю може бути ефективним у профілактиці тромбозів, інфарктів та діабету. Також. це універсальний напій, який підходить до більшості стилів кухні.
Шигечійо Ідзумі, громадянин Японії, який дожив до 105 років, зробив шьочю частиною свого щоденного харчування. Ця практика була згадана разом із його рекордом у Книзі рекордів Гіннеса. Через його пристрасть до шьочю, багато хто припускав, що шьочю справді може сприяти довголіттю. Це навіть спонукало деяких місцевих виробників з Рюкю вивести на ринок спеціальний лікер довголіття (長寿の酒), що носить його ім'я Шигечійо Ідзумі на етикетці. Незважаючи на ці твердження, особистий лікар Ізумі настійно рекомендував йому не вживати шьочю, оскільки його нирки були недостатньо здоровими для цього. На що Ізумі відповів: «Без шьочю не було б задоволення від життя. Я скоріше помру, ніж кину пити.»

## Історія

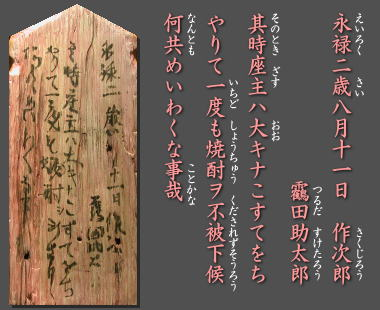
Графіті, що згадує шьочю, в святилищі Коріяма Хачіман. Фуріґана зображена праворуч. Графіті підписане двома теслярами і датоване 11 серпня 2-го року, тобто 1559 роком.

Точне походження шьочю невідоме. Алкоголь міцності шьочю спочатку називали в Японії аракі (від арабського арак) або рамбікі (аламбік); арак — загальний термін для різноманітних дистильованих алкогольних напоїв на всьому Близькому Сході. Шьочю бере свій початок у Персії, звідки він поширився на захід до Європи та на схід до Індії, Таїланду та Окінави. Приблизно в середині 16 століття техніка виготовлення прибула до Каґосіми, де був створений шьочю.
Наскільки можливо визначити з японських історичних записів, схоже, що шьочю виготовлявся принаймні з 16 століття. Коли місіонер Франциск Ксав'єр відвідав префектуру Каґосіма в 1549 році, він записав, що «японці п'ють арак, виготовлений з рису […], але я не бачив жодного п'яниці. Це тому, що після сп'яніння вони відразу лягають спати.»
Найдавніші прямі згадки шьочю в Японії можна знайти в святилищі Коріяма Хачіман в Окучі, Каґосіма. Там два теслярі, які працювали над святилищем в 1559 році, зробили на дерев'яній дошці в даху наступні графіті: «Первосвященик був таким скупим, що жодного разу не дав нам пити шьочю. Яка неприємність!»
З цих ранніх часів і до періоду Едо шьочю вироблявся по всій Японії традиційним способом касуторі, використовуючи один раунд дистиляції. У період Мейдзі, з Великої Британії було імпортовано обладнання для багаторазової дистиляції, що зробило можливим дешеве масове виробництво високочистого шьочю під час хронічної нестачі рису. Шьочю виготовлений традиційним способом називався «шьочю старого стилю», а той, що вироблявся з використанням багаторазової дистиляційної техніки, «шьочю нового стилю».
Ґенічіро Кавачі (1883—1948), який вважається батьком сучасного шьочю, і Тамакі Інуі (1873—1946), викладач Токійського університету, вперше ізолювали та культивували аспергіли, такі як A. kawachii, A. awamori та інші A. oryzae, що сприяло прогресу у виробництві шьочю в Японії. Відтоді і до цього часу аспергіли, над якими працював Кавачі, також використовувалися і для корейського соджу та макґеоллі.

## Визначення та класифікація
Закон про оподаткування алкоголю в Японії, який був переглянутий у квітні 2006 року, визначає дві категорії шьочю, також званого білим лікером.

### Шьочю багаторазової дистиляції
Напій, дистильований більше одного разу, розведений для продажу до об'ємного вмісту алкоголю менше 36 %, що відповідає наступним умовам:
1. Фрукти або зерно, що проросли, не використовуються як базовий інгредієнт.
2. Він не фільтрується через вугілля.
3. Якщо цукор використовується як базовий інгредієнт, повністю або частково, то результат дистиляції повинен складати щонайменше 95 % алкоголю.
4. Він не збагачений під час дистиляції іншими інгредієнтами, окрім дозволених.

До перегляду 2006 року закон позначав цю категорію як коруї шьочю (яп. 焼酎甲類, "Шьочю класу А"), що іноді скорочується до «кошу» (甲 焼). «Клас А» вказує лише на тип згідно з класифікацією і не означає, що його якість є ліпшою ніж якість класу Б.
Зазвичай він переганяється з ферментованої рідини, подібної до меляси. Повторна дистиляція утворює етиловий спирт високої чистоти, який, як правило, не має запаху та має незначний присмак. Потім додається вода.
Шьочю коруї виготовляється із солодкої картоплі, картоплі та кукурудзи. Зазвичай його виробляють на сучасних великих фабриках.
Спеціалізоване дистиляційне обладнання дає можливість масового виробництва за низькою вартістю, тому великі корпорації виробляють цей вид шьочю у великих обсягах. У Японії він продається в пластикових пляшках, бляшаних банках та паперових стаканчиках і споживається як дешевий алкогольний напій. Він є основою кількох коктейлів та лікерів, таких як чухай та умешу.

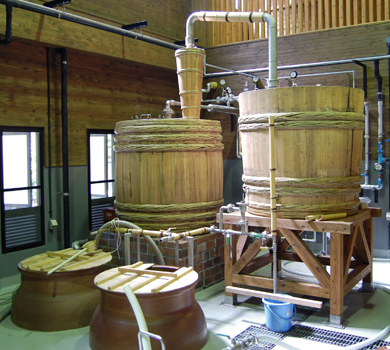
Одноразова дистиляція. Дерев'яні резервуари найчастіше використовують на менших виробництвах.

### Шьочю одноразової дистиляції
Напій, дистильований за допомогою інших апаратів (не багаторазових дистиляційних апаратів), з вмістом алкоголю після дистиляції не більше 45 %, з одного з наступних інгредієнтів:
1. Ферментоване зерно або картопля з кодзі.
2. Ферментований осад, отриманий при виробництві саке, можливо, з рисом і/або кодзі (касуторі шьочю).
3. Ферментований цукор (окрім коричневого цукру) з рисовим кодзі.
4. Ферментоване зерно або картопля з кодзі та іншими інгредієнтами[21], за умови, що інші інгредієнти складають не більше 50 % за вагою.
5. Інші продукти з певними обмеженнями.

До перегляду 2006 року закон позначав цю категорію як оцуруї шьочю (яп. 焼酎乙類, "Шьочю класу Б"), що іноді скорочується до «оцушу» (乙 焼). «Клас Б» вказує лише на тип згідно з класифікацією і не означає, що його якість нижча від якості класу А.
Оскільки шьочю дистилюється лише один раз, він зберігає характер базового інгредієнта, з якого він виготовлений, як правило, рису, ячменю або картоплі, і має яскраво виражений індивідуальний смак та аромат. Більшість брендів виробляються підприємствами малого та середнього розміру, а острів Кюсю відомий як центр виробництва. Останнім часом на ринок виходять також і більші корпорації.

#### Дозрівання
Методи дозрівання різняться залежно від посудини для зберігання та її місця розташування, які впливають на характер шьочю. Найчастіше використовувані ємності для витримки — це баки з нержавіючої сталі, глиняні горщики та дерев'яні бочки.
В результаті витримки формується смак і аромат шьочю. Дозрівання зазвичай займає від одного до трьох місяців. Дозрівання від трьох до шести місяців називається початковим дозріванням. Протягом цього періоду різкі смаки в шьочю зазвичай зменшуються. Шьочю, що дозріває від півроку до трьох років, як правило, має м'який смак.
Дозрівання, що триває більше трьох років називається довготривалим дозріванням. Тривале дозрівання не завжди покращує смак. З іншого боку, довготривале дозрівання особливо ефективно для аваморі, яке часто витримується більше десяти років.

##### Локації для дозрівання
Шьочю, що дозріває в різних місцях, має свої унікальні аромати. Місця дозрівання мають мати мінімальні коливання температури та вологості. Зазвичай, це тунелі та вапнякові печери.

#### Хонкаку шьочю
До 2006 року японське післявоєнне податкове законодавство класифікувало шьочю на два типи — «коруї» та «оцуруї». Терміни ко (яп. 甲) та оцу (яп. 乙) є китайськими небесними стовбурами, які зазвичай використовуються для класифікації, і означають щось подібне до «класу A» та «класу Б» відповідно.
Побоюючись схильності вважати, що оцуруї шьочю якось поступається в якості коруї шьочю, Асоціація виробників оцуруї шьочю Кюсю лобіювала створення альтернативної назви хонкаку шьочю (яп. 本格焼酎), або автентичний шьочю. Вважається, що це ім'я було придумано в 1957 році Енацу Джункічі, головою заводу Кірісіма в Міяконоджьо, префектура Міядзакі.
Однак, оскільки термін не був визначений формально, виникали суперечки. Як результат, 1 листопада 2002 року закон був уточнений, і шьочю, що задовольняє будь-яку з умов 1-4 для шьочю одноразової дистиляції, можна назвати хонкаку шьочю. Ті, що відповідають кінцевій умові, виключаються.

### Споживання шьочю в Японії за категоріями
Споживання шьочю в Японії за категоріями станом на 2016 рік є таким (у тисячах літрів):
| Категорія                | Внутрішнє виробництво | Імпорт | Всього  |
| ------------------------ | --------------------- | ------ | ------- |
| Багаторазової дистиляції | 341583                | 44 033 | 385 616 |
| Одноразової дистиляції   | 479 124               | 409    | 479 533 |
| Всього                   | 820 707               | 44 442 | 865149  |
| (Саке)                   | 538 025               | 46     | 538 071 |

## Мороміторі шьочю
Більшість шьочю одноразової дистиляції є мороміторі шьочю (も ろ み 取 焼 酎). Ця назва походить від процесу виробництва:
1. Обробка сировини. Зазвичай рис або ячмінь замочують у воді, потім готують на пару, щоб сприяти желатинізації крохмалю. Потім його охолоджують.
2. Виробництво кодзі. Спори кодзі, додаються до субстрату для культивації. Кодзі створює ферменти, які розщеплюють молекули крохмалю на молекули цукру, які підлягають ферментації.
3. Первинне бродіння. Кодзі подрібнюють, додаючи воду, і ферментують протягом семи-дев'яти днів у резервуарі або чані з утворенням нерафінованого спирту, який називається мото або (перший етап) моромі.
4. Вторинне бродіння. Пропарену сировину і воду додають до нерафінованого спирту і знову ферментують, утворюючи (другий етап) моромі. Інгредієнт, доданий на цьому другому етапі, визначає сорт шьочю.
5. Дистиляція. Очищення нерафінованого спирту моромі.

### Кодзі
Цвіль кодзі (яп. 麹), тип грибів Aspergillus, має значний вплив на фінальний смак шьочю. Існує три типи кодзі:
- Жовтий кодзі (A. oryzae тощо). Його використовують для виробництва саке, і свого часу для всіх хонкаку шьочю. Однак жовтий кодзі надзвичайно чутливий до температури; його моромі можуть легко скиснути під час бродіння. Це ускладнює його використання в теплих регіонах, таких як Кюсю, де чорні і білі кодзі поступово стали більш поширеними. Його перевага полягає в тому, що він дає багатий фруктовий освіжаючий смак, тому, незважаючи на труднощі та необхідні знання, він все ще використовується деякими виробниками. Шьочю приготований з жовтим кодзі популярний серед молоді та жінок, які раніше не цікавились типовим міцним картопляним шьочю. Це відіграло важливу роль у його недавньому відродженні. Білі та чорні кодзі в основному використовуються для виробництва шьочю, лише жовтий кодзі використовується для виробництва саке.
- Білий кодзі (A. kawachii тощо). Виявлений Ґенічіро Кавачі як мутація чорного кодзі в 1923 році[16]. Білий кодзі легко культивувати, а його ферменти сприяють швидкій сахаризації; в результаті його використовують для виробництва більшості шьочю сьогодні. Він дає напою освіжаючий, ніжний, солодкий смак.
- Чорний кодзі (A. awamori[en] , також відомий як A. luchuensis). Використовується для виробництва шьочю і аваморі. У 1901 році Тамакі Інуі з Токійського університету уперше ізолював та культивував чорний кодзі[17]. У 1910 р. Ґенічіро Кавачі вперше досяг успіху в культивуванні вар. kawachi, різновиду A. awamori. Це покращило ефективність виробництва шьочю. Він виробляє велику кількість лимонної кислоти, яка допомагає запобігти закисанню моромі. З усіх трьох кодзі він найефективніше зберігає смак і характер базових інгредієнтів, надаючи шьочю насичений аромат з трохи солодким, м'яким смаком. Його спори легко розсіюються, покриваючи виробничі потужності та робочий одяг шаром чорного кольору. Такі проблеми призвели до того, що він впав у немилість, але завдяки розвитку Нової Куро-кодзі (NK-кодзі) в середині 1980-х[30] серед виробників хонкаку шьочю знову виник інтерес до чорного кодзі через глибину та якість смаку, які він забезпечував.

### Вода
Вода є одним з найважливіших інгредієнтів для приготування шьочю. Якість води безпосередньо впливає на якість шьочю. У процесі виготовлення шьочю використовуються різні види води.

### Різновиди
Існує широкий вибір мороміторі шьочю. Чотири місця отримали захист географічного зазначення згідно зі статтею 23 ТРІПС Світової торгової організації.

#### Рисовий шьочю
Рисовий шьочю (яп. 米焼酎, комаджочю) використовує той же базовий інгредієнт що і саке. Він має густий смак, і походить з регіонів занадто теплих для виробництва саке.

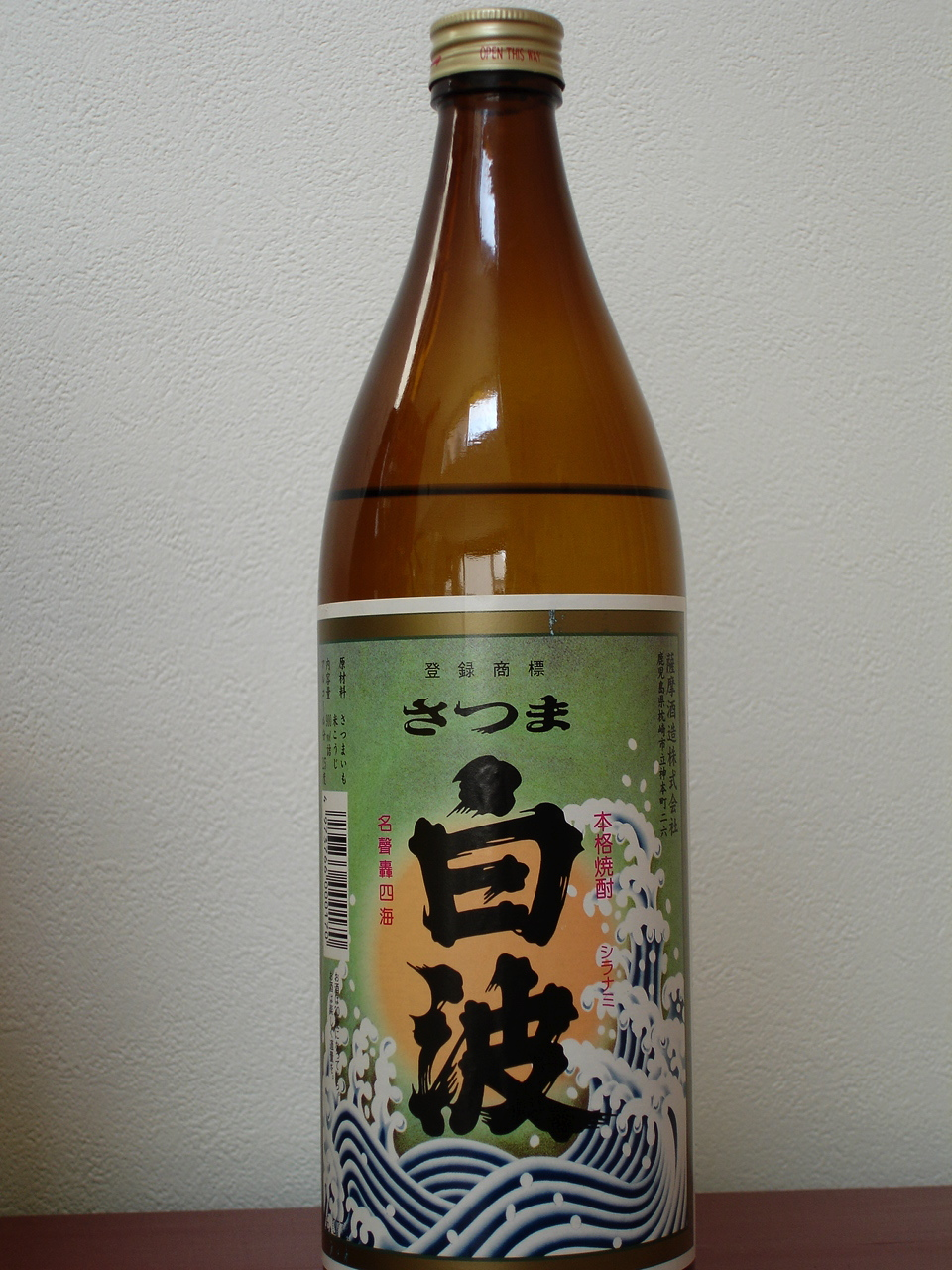
Одна з марок сацума шьочю.

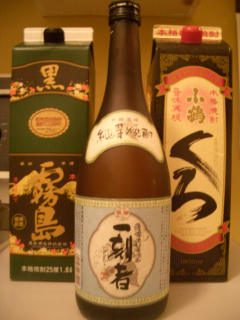
Приклади сацума шьочю.

Префектура Кумамото особливо відома своїм виробництвом рисового шьочю. Кума шьочю (яп. 球磨焼酎) вироблене в Хітойоші, охороняється як географічне зазначення.
Рисовий шьочю також виробляється в регіонах, відомих своїм саке, таких як префектури Ніїґата та Акіта.

#### Ячмінний шьочю
Ячмінний шьочю (яп. 麦焼酎, муґішьочю) має смак менш виразний ніж рисовий і легко п'ється. Однак, якщо він дозріває в бочках, він може мати досить гострий смак подібний до віскі.
Префектура Оїта, префектура Міядзакі та Ікі в префектурі Нагасакі є потужними центрами виробництва. Ікі шьочю (яп. 壱岐焼酎) отримав захист як географічне зазначення.

#### Шьочю з солодкої картоплі
Шьочю з солодкої картоплі (яп. 芋焼酎, імоджочю) використовує солодку картоплю, що широко поширена на півдні Кюсю з періоду Едо, в якості базового інгредієнту. Першопочатково він виготовлявся лише в Каґосімі та Міядзакі, однак сьогодні він виготовляється по всій Японії з місцевої солодкої картоплі.
Він має сильний смак і характерний запах; нещодавно виробники створили сорти зі слабшим ароматом.
Сацума шьочю (яп. 薩摩焼酎) отримав захист як географічне зазначення.
Фільм "Чайна серпневого місяця" 1956 року зобразив окінавське село, окуповане американцями, що відновлює свою економіку за допомогою шьочю з солодкої картоплі.
Смак шьочю з солодкої картоплі трохи димчастий, нагадує деякі віскі.

#### Шьочю з коричневого цукру

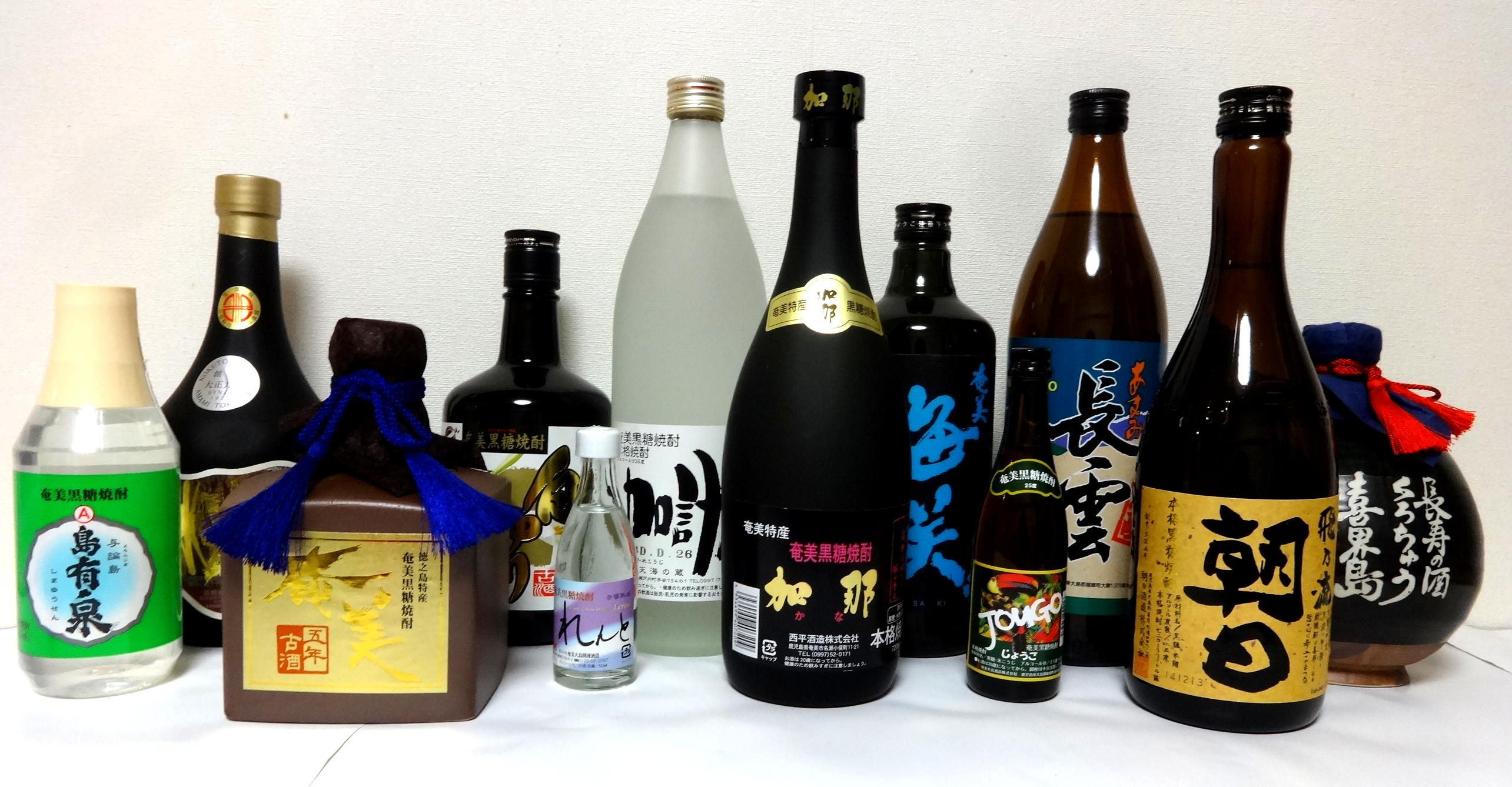
Різні пляшки амамі кокуто шьочю.

З періоду Едо до часу Тихоокеанської війни острови Амамі виробляли такі напої, як аваморі та дистилят на основі коричневого цукру. З середини війни до американської окупації через дефіцит рису (основний інгредієнт аваморі) та неможливість експорту дистиляту на основі цукру до решти Японії утворився його великий надлишок. У 1953 році, коли островам Амамі було повернуто японський суверенітет, місцевий алкоголь не був класифікований як «шьочю» згідно із законом про податок на алкоголь 1949 року, а отже, він би мав високу ставку податку. Міністерство фінансів, беручи до уваги бажання місцевих жителів та як частину стратегії сприяння розвитку регіону, спеціально визнало місцевий алкоголь як шьочю з коричневого цукру (яп. 黒糖焼酎, кокуто шьочю). Це визнання було географічно обмежене для островів Амамі префектури Каґосіма та залежало від використання рисового кодзі. Це регіональне обмеження зберігається донині.
Зазвичай шьочю з коричневого цукру містить 30 % або 25 % алкоголю. Він має м'який і не особливо солодкий смак, оскільки фінальний продукт не містить цукру. В даний час його виробляють у 25 заводах на 5 островах, таких як Кікаідзіма, Амамі Осіма, Токуносіма, Окіноерабудзіма та Йорондзіма, але аваморі більше не виробляється за межами префектури Окінава.
До війни на островах Оґасавара готували ще один алкогольний напій на основі коричневого цукру. Його назва перекладається як «цукровий спирт» і він може розглядатися як форма шьочю з коричневого цукру. Виробництво припинилось через війну, але нещодавно, з метою відродження своєї популярності, було започатковане виробництво аналогічного алкоголю без рисового кодзі. Однак, оскільки Оґасавара не підпадає під вищезазначене географічне зазначення, цей алкоголь класифікується як ром.

#### Гречаний шьочу
Соба, або гречаний шьочю (яп. そば焼酎, собаджочю) бере свій початок ще з 1973 року, коли завод Unkai Brewery Co. з Ґокасе, префектура Міядзакі, розробив його, використовуючи гречку з місцевого гірського регіону в якості основного інгредієнта. З тих пір виробники шьочю в Японії виробляють його, іноді як частину змішаного шьочю.
Смак м'якший від ячмінного шьочю.

#### Аваморі
Аваморі (яп. 泡盛) походить з Окінави. Він використовує рис як основний інгредієнт. До квітня 1983 року він був позначений як оцуруї шьочю, але зараз називається «автентичний аваморі».

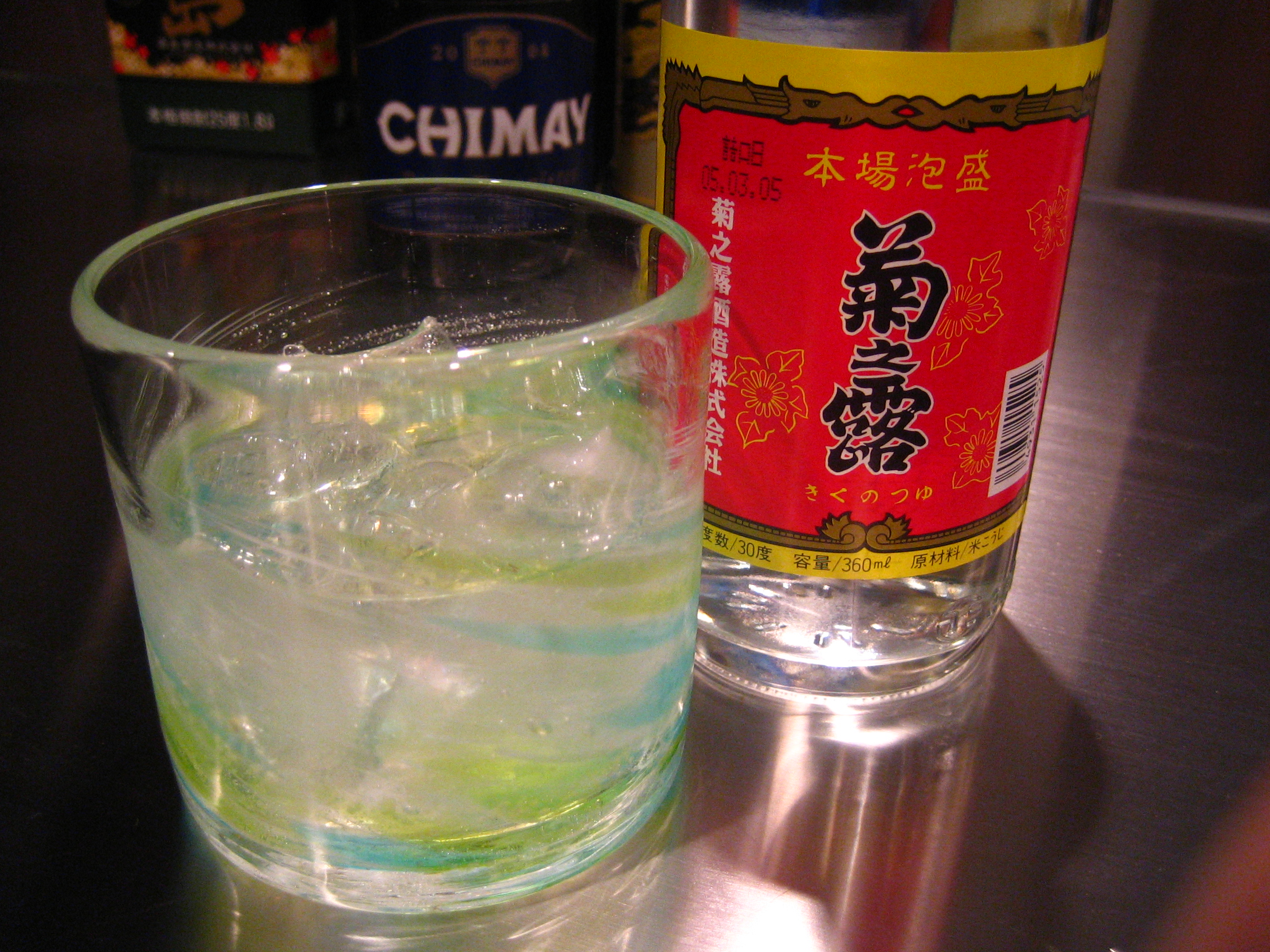
Пляшка аваморі з заводу Кікуноцую на острові Міяко, Окінава

Процес виготовлення аваморі відрізняється від шьочю. Аваморі виготовляють з битого тайського довгозернистого рису Indica, а не звичайного короткого дрібнозернистого Japonica, який є стандартом для шьочю. У процесі бродіння використовується чорна цвіль кодзі з Окінави, а не стандартний білий сорт, і вторинне бродіння не проводиться. Ферментація проводиться таким чином, що створюється велика кількість лимонної кислоти, що дозволяє виробляти аваморі цілий рік, незважаючи на жаркий клімат Окінави. Після дистиляції його міцність зменшується за рахунок розведення водою до 25 %.
Японське законодавство класифікує аваморі як хонкаку шьочю одноразової дистиляції, незважаючи на відмінний виробничий процес.
Завдяки своєму способу виробництва аваморі теоретично можна виготовити в будь-якій точці Японії, але Рюкю аваморі (琉球 泡 盛) є захищеним географічним зазначенням, і обмежений до Окінави.

#### Інші
Японське законодавство допускає дуже широкий спектр незвичайних базових інгредієнтів, таких як листя перили, кунжут і каштан. Існує марка молочного шьочю під назвою Makiba-no Yume.
Такі шьочю зазвичай призначені для того, щоб привернути увагу відвідувачів відповідного регіону, і зазвичай залишаються менш відомими ширшій публіці. Гречаний шьочю — приклад того, коли такому шьочю вдалося досягти більш широкого успіху. 

## Хашіра шьочю
Хашіра шьочю (яп. 粕取り焼酎) виготовляється шляхом перегонки осаду, що залишився від бродіння саке. Це тип хонкаку шьочю.
Протягом періоду Едо осад від бродіння саке використовували як добриво під час сезону посадки рису. Тому багато ферм встановлювали дистиляційне обладнання для перегонки осаду саке для виробництва шьочю. Поки осад використовували на полях, отриманий напій пили або використовували як підношення богам на фестивалі санабурі (яп. 早苗響), який проводився наприкінці сезону посадки рису. Звідси інша назва — санабурі шьочю
Залежно від способу виробництва розрізняють касуторі і касумороміторі шьочю.

### Сленг
Касуторі — це також жаргонний термін для шьочю низької якості. Після Тихоокеанської війни в суспільстві, де бракувало міцного алкоголю, почав циркулювати самогонний шьочю. Його інгредієнти не були очевидними, і часом він містив токсичний метиловий спирт. Такі шьочю стали називатися касуторі. Ця асоціація з шьочю низької якості негативно впливала на імідж «справжніх» якісних касуторі шьочю.
Вислови література касуторі та культура касуторі стали асоціюватися з потрясіннями післявоєнного періоду.

## Змішані шьочю
Шьочю одноразової та багаторазової дистиляції можна змішувати, утворюючи змішані шьочю (яп. 混和焼酎, конвашьочю). Раніше вони неправильно маркувались як хонкаку шьочю або ж не мало вказівок стосовно змішування. Починаючи з 2005 року галузь створила тип змішаного шьочю з підкатегорізацією на основі відносних використаних об'ємів.
Коли шьочю одноразової дистиляції складає 50–95 % від загального обсягу, — це суміш однодистильованого шьочю. Ця категорія орієнтована на тих, хто розглядає чисті шьочю одноразової дистиляції як такі, що мають занадто сильний запах або смак, прагнучи напою зі смаком м'якшим та легшим для пиття.
У суміші багатодистильованого шьочю, шьочю одноразової дистиляції становить 5–50 % від загального обсягу. Ці шьочю поєднують переваги масового виробництва шьочю багаторазової дистиляції з нотками смаку та аромату шьочю одноразової дистиляції.